# Dakshin Baguan
Dakshin Baguan is een census town in het district Purba Medinipur van de Indiase staat West-Bengalen. 

## Demografie
Volgens de Indiase volkstelling van 2001 wonen er 4672 mensen in Dakshin Baguan, waarvan 52% mannelijk en 48% vrouwelijk is. De plaats heeft een alfabetiseringsgraad van 69%. 